# Terminal (Camea)
Terminal ist eine Aldeia des Sucos Camea (Verwaltungsamt Cristo Rei, Gemeinde Dili). 2015 lebten in Terminal 136 Einwohner.

## Lage und Einrichtungen
Terminal liegt im Westen des Sucos Camea und deckt in etwa den Stadtteil Benamauc ab. Westlich von Terminal, jenseits des Flussbetts des Benamauc, eines Quellflusses des Mota Clarans, befinden sich die Aldeia Lases und der Suco Becora. Die Rua Fatu-Ahi, die Terminal im Südwesten und Südosten umschließt, bildet die Grenze zur Aldeia Fatuc Francisco. Nordöstlich grenzt Terminal an die Aldeia Bedois.
In Terminal liegt der Sitz des Sucos Camea und das Terminal Becora, von wo aus Überlandbusse verkehren. Außerdem gibt es eine medizinische Station in Terminal. Die Brücke Ponte Terminal Becora überquert hier den Benamauc.